# Tony Anholt
Anthony Anholt (* 19. Januar 1941 in Singapur; † 26. Juli 2002 in London) war ein  britischer Schauspieler.

## Leben
Tony Anholts Vater verstarb bereits früh und so zog seine Mutter mit ihm nach England. In der Schule profilierte er sich mit Sport und Shakespeare Stücken und so kam der junge Anthony zur Schauspielerei.
Nach einigen Nebenjobs nahm er dann 1964 an einem Schauspiel-Crashkurs teil und erschien im Fernsehen in einem Werbespot für Kartoffelchips. Nach einigen weiteren Werbefilmen bekam Anholt dann auch Rollen in diversen Fernsehserien, die zunächst allerdings eher klein blieben. Von 1972 bis 1974 hatte er die durchgehende Rolle des Paul Buchet in der Krimireihe Kein Pardon für Schutzengel. Anholts bekannteste Rolle dürfte die des Sicherheitschefs Tony Verdeschi in der Science-Fiction-Serie Mondbasis Alpha 1 gewesen sein. Seine letzte Rolle hatte er als Nachrichtensprecher Bob in vier Folgen der Serie Lexx – The Dark Zone.
Mit seiner ersten Frau Sheila Willet hatte Anholt den gemeinsamen Sohn Christien Anholt, der auch Schauspieler wurde. 1990 heiratete Tony Anholt die Schauspielerin Tracey Childs, mit der er zusammen in der Fernsehserie Howard´s Way spielte. Im Jahre 2002 starb Anholt im Alter von 61 Jahren an den Folgen eines Gehirntumors.

## Filmografie (Auswahl)
- 1965: The Wednesday Play (Fernsehserie, Folge Alice)
- 1971: Der Spürsinn des Mr. Reeder (The Mind of Mr. J.G. Reeder; Fernsehserie, Folge Find the Lady)
- 1971: Kate (Fernsehserie, drei Folgen)
- 1972: Angst ist der Schlüssel (Fear is the Key)
- 1972: Ein Leben im 3/4-Takt (The Strauss Family; Fernseh-Miniserie, vier Folgen)
- 1972: Jason King (Fernsehserie, Folge A Thin Band of Air)
- 1972–1974: Kein Pardon für Schutzengel (The Protectors; Fernsehserie, 42 Folgen)
- 1974: Napoleon and Love (Fernseh-Miniserie, zwei Folgen)
- 1975: Die Füchse (The Sweeney; Fernsehserie, Folge Contract Breaker)
- 1975: Coronation Street (Fernseh-Seifenoper, kurzzeitige Rolle)
- 1976–1977: Mondbasis Alpha 1 (Space 1999; Fernsehserie, 22 Folgen)
- 1978: Angriff auf Alpha 1 (Destination Moonbase-Alpha; Kompilationsfilm zu Mondbasis Alpha 1)
- 1979: Angels (Fernsehserie, drei Folgen)
- 1981–1982: Triangle (Fernsehserie, 28 Folgen)
- 1982: Cosmic Princess (Fernsehfilm; Kompilationsfilm zu Mondbasis Alpha 1)
- 1984: Vorsicht, Hochspannung! (Hammer House of Mystery and Suspense; Fernsehserie, Folge The Late Nancy Irving)
- 1984: Die letzten Tage von Pompeji (The Last Days of Pompeii; Fernseh-Miniserie, 3 Folgen)
- 1985–1990: Howard´s Way (Fernsehserie, 72 Folgen)
- 2000: Relic Hunter – Die Schatzjägerin (Relic Hunter; Fernsehserie, Folge Love Letters)
- 2001–2002: Lexx – The Dark Zone (LEXX; Fernsehserie, vier Folgen)